# Csomafája
Csomafája (románul: Ciumăfaia) falu Romániában, Erdélyben, Kolozs megyében.

## Földrajz
Kolozsvártól 31 kilométerre északra fekszik. Az eredeti falumag a Borsa-patak jobb partján, a Dobogó-hegy (Donga) árvízmentes teraszára települt, nyugat–keleti irányban. A Borsa-patak szabályozása és a földreform után, az 1920-as években egy újabb településbokor jött létre a patak bal partján, a Kidére vezető út mellett. Északról a Biszó (Bíró-hegy), a Koszorúdomb és a Koromberek, délről a Dobogó-hegy, a Gyulai-hegy és az Őr-hegy veszik körbe. Határából 1943-ban 663 kataszteri hold volt szántó, 303 erdő, 187 rét és 116 legelő.

## Nevének eredete
A tisztázatlan eredetű Csoma személynév és az 'erdő' jelentésű fa szó birtokos összetételéből keletkezett, jelentése tehát 'Csoma erdeje'. 1230-ban Chama, 1307-ben Chamafaya, 1446-ban Chomafay, 1449-ben Chomafaya, 1680-ban Czomofaja, 1839-ben (románul) Csumefáje néven említették. Román neve népetimológiás, ciumăfaie ugyanis a csattanó maszlag román neve.

## Népesség

### A népességszám változása
| 1850 | 454 | 141  |
| 1881 | 488 | 162  |
| 1900 | 486 | 161  |
| 1920 | 400 | 98   |
| 1941 | 610 | 117  |
| 1956 | 598 | n.a. |
| 1966 | 454 | 79   |
| 1976 | 362 | 58   |
| 1992 | 190 | 28   |
| 2002 | 172 | 16   |
| 2011 | 97  | 17   |

### Etnikai és vallási megoszlás
2002-ben 172 lakosából 119 volt román, 37 cigány és 16 magyar nemzetiségű; 156 ortodox és 15 református vallású. 1850-ben még 454-en lakták, közülük 292 volt román, 141 magyar, 12 zsidó és kilenc cigány; 292 görögkatolikus, 130 református, 16 római katolikus, 12 zsidó és négy unitárius vallású.

## Története
A Bórsód és a Hathold határrészben újkőkori, a református templom körül bronzkori települést tártak föl. Jelentős a Kidei-patak bal partján, a Palota dűlőben talált villa rustica (tulajdonosát egy felirat szerint Aelius Iuliusnak hívták), akvadukttöredék és a Kidei-patak beömlésénél feltárt hat fogadalmi oltárkő. Doboka vármegyei kisnemesi falu volt. Az 1333-as pápai tizedjegyzék szerint plébánosa, Domokos 11 kolozsvári dénárt fizetett. Református egyháza 1766-ban, Sólyomkő filiával együtt 75 férfit és 56 nőt számlált. 1788-ban még anyaegyház, a 19. század végén már csupán filia volt. 1834-ben 486-an lakták, a többségük román jobbágy, a református magyar nemesek 133-an voltak. 1876-ban Kolozs vármegyéhez csatolták. Nemesi családjai közül 20. század elején nagyobb birtokosnak számítottak a Nánássy, Szőllősy, Bereczky, Szilágyi, Török, Zoltai, Pálffy, Ocsvay, Györffy, Ambrus és Butka családok.

## Látnivalók
- Középkori eredetű református temploma szószékét Sipos Dávid készítette 1745-ben, alkotói korszakának első időszakában. 2007-ben a református egyház támogatásával és a hívek adakozásából felújították a templomot.[3]

## Híres emberek
- Itt született 1819-ben Ocsvay Ferenc publicista, 1848–49-ben a Honvéd című lap szerkesztője.